# Rhode Island Locomotive Works

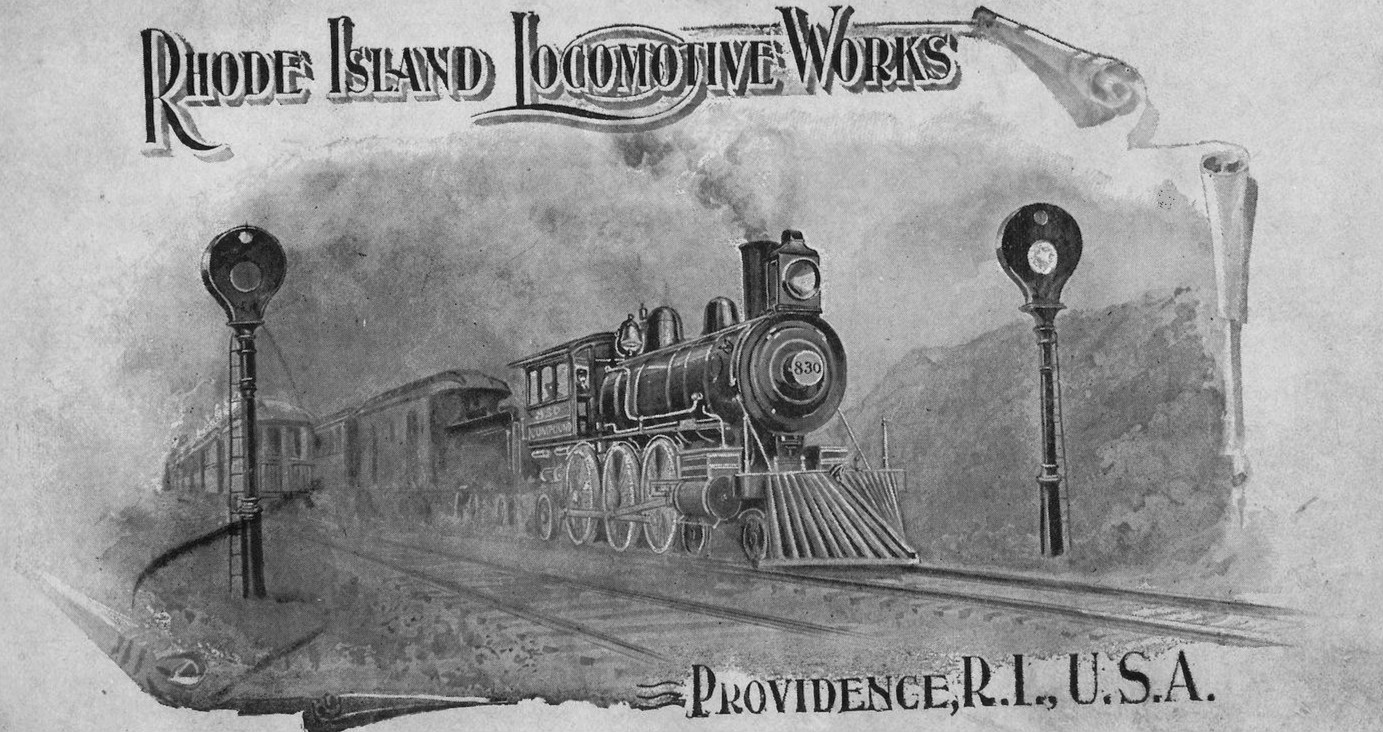
Copertina di un catalogo della fabbrica

Rhode Island Locomotive Works era una fabbrica di locomotive a vapore sita a Providence, nel Rhode Island. Produsse oltre 3.400 locomotive tra il 1867 e 1901, anno in cui venne fusa nella ALCO.
La fabbrica venne fondata nel 1865 da Earl Philip Mason; la sua sede era nella Hemlock Street di Providence. Successivamente alla morte del fondatore fu gestita dai suoi tre figli, Charles Felix come presidente, Arthur Livingstone vicepresidente e Earl Philip Jr. segretario e tesoriere. Sovrintendente della fabbrica fu Joseph Lythgoe. Nel periodo di massima produzione giunse ad impiegare circa 1.400 operai ed era in grado di produrre 250 locomotive in un anno.
Nel 1901 Rhode Island Locomotive Works venne fusa con altre sette fabbriche di locomotive dando luogo alla American Locomotive Company (ALCO) con sede principale a Schenectady, New York. In seguito a ciò la fabbrica di Providence venne riconvertita gradualmente ad altre produzioni tra cui automobili e autocarri tra il 1906 e il 1913.

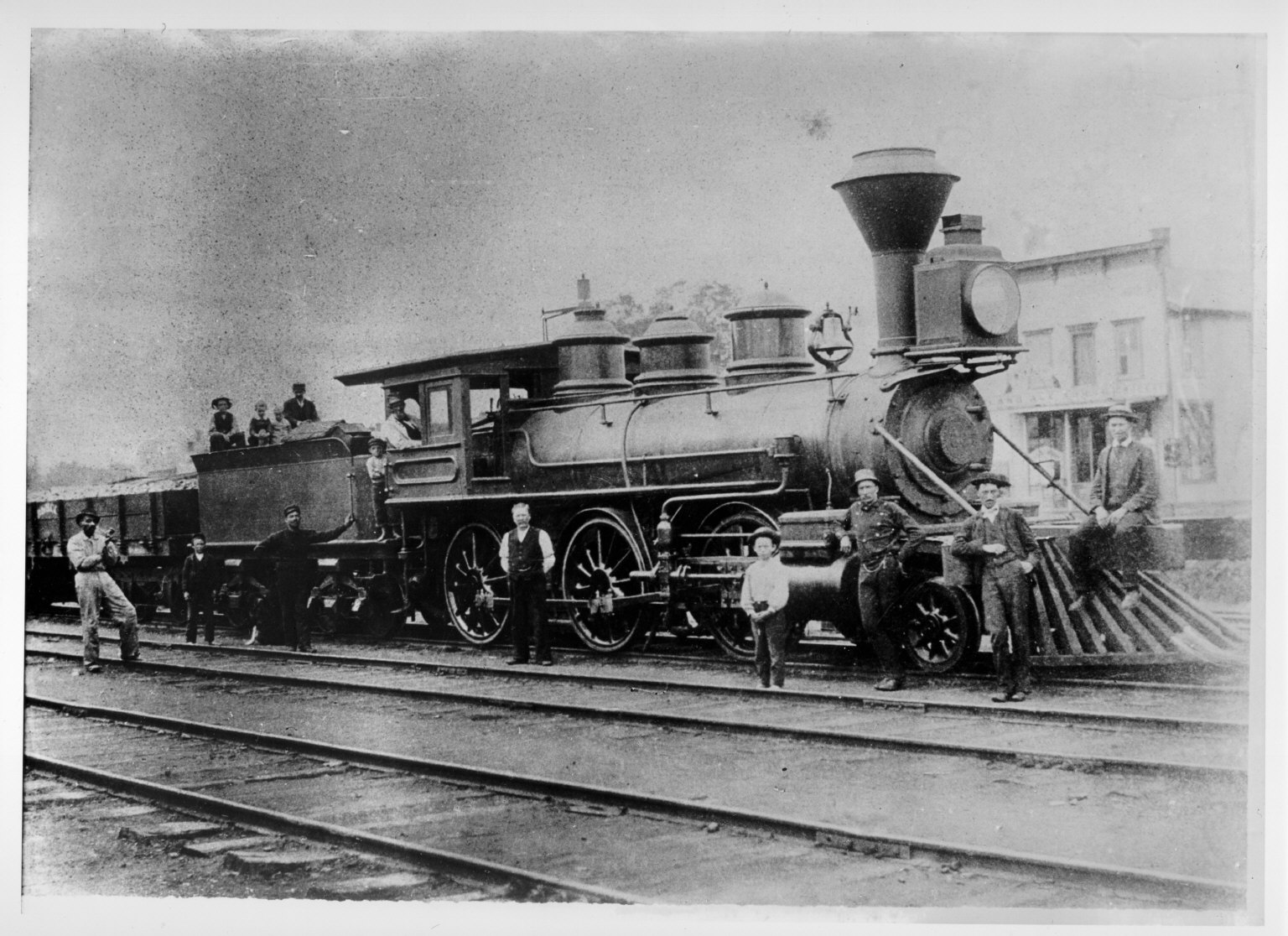
Locomotiva n. 103 della New York, Ontario and Western Railway (O&W) costruita nel 1873

## Locomotive Rhode Island preservate

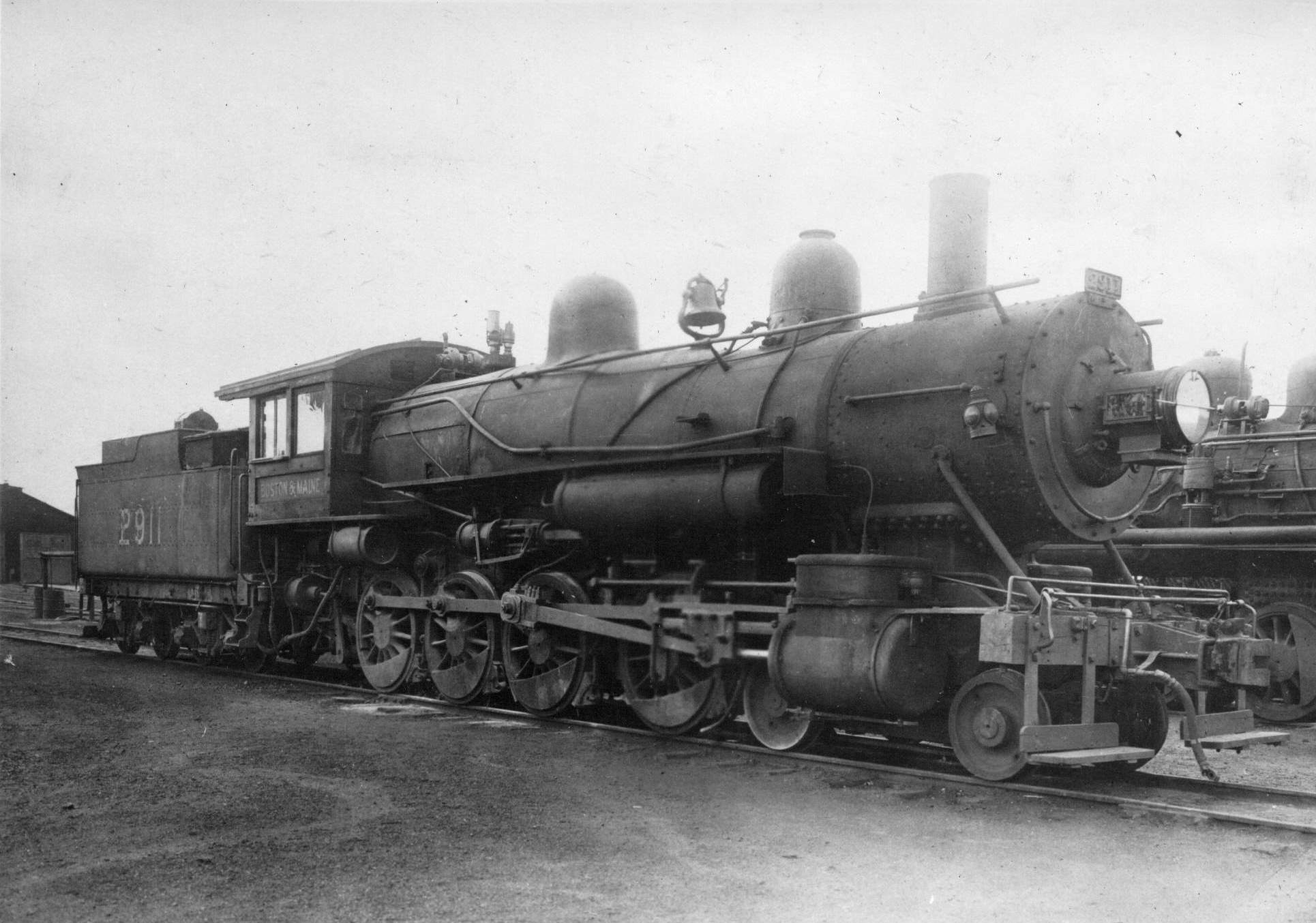
Locomotiva 1091 della Boston & Maine Railroad

Le locomotive preservate sono quelle costruite prima della fusione in ALCO.
| Numero Serie | Rodiggio (notazione di White) | Data di costruz. | Compagnia e numero | Luogo                                        |
| ------------ | ----------------------------- | ---------------- | --- | -------------------------------------------- |
| 1595         | 2-8-0                         | marzo 1886       | Colorado and Southern Railway n. 60 | Anderson Park, Idaho Springs, Colorado       |
| 1877         | 0-6-0                         | ottobre 1887     | Minneapolis, Sault Ste. Marie and Atlantic Railway n. 38, Minneapolis, St. Paul and Sault Ste. Marie Railway n. 321, ricostruita come 0-6-0T e rinumerata X-90, (riportata a 0-6-0) | Manitowoc, Wisconsin                         |
| 2943         | 0-4-4T                        | luglio 1893      | Lake Street Elevated Railroad n. 9 | Museum of Transportation, Kirkwood, Missouri |
| 3030         | 0-6-0T                        | dicembre 1894    | Mathieson Alkali Works n. 2 | Saltville Museum, Saltville, Virginia        |
| 3147         | 2-6-0                         | novembre 1899    | Wabash Railroad n. 573 | Museum of Transportation, Kirkwood, Missouri |